# Víctor Sampedro
Víctor Francisco Sampedro Blanco (Vivero, 13 de abril de 1966) es un investigador y profesor español que trabaja en el ámbito del periodismo, la comunicación, la sociología y las ciencias políticas. Desde 2009 es catedrático de comunicación política y opinión pública en la Universidad Rey Juan Carlos. Entre sus investigaciones y publicaciones destacan 13-M Multitudes on line (2005) El cuarto poder en red: por un periodismo (de código) libre (2014) Dietética digital (2018) y Voces del 11-M Víctimas de la Mentira (2024).   

## Formación
Se licenció en Ciencias de la Comunicación (periodismo) en 1990 en la Universidad de Navarra y se doctoró en la Universidad  Complutense en 1995 con la tesis Política y Agendas Mediáticas, después de cursar dos másteres en el Instituto Juan March (1993) en estudios de Ciencias Sociales y en la Universidad del Noroeste, en Illinois, Estados Unidos (1994), Sampedro se especializó en comunicación política y opinión pública. Inició la docencia en la Universidad de Salamanca a mediados de los 90  y desde 2002 continuó su  labor como profesor en la Universidad Pompeu Fabra y en la Universidad Rey Juan Carlos,donde desde 2009 es catedrático de comunicación política y opinión pública en la Facultad de Comunicación.

## Obra
Sampedro ha publicado numerosos libros y artículos académicos y periodísticos en los que prevalece el enfoque interdisciplinar entre comunicación y periodismo, ciencia política y sociología. Destacan sus trabajos sobre comunicación política y opinión pública y el papel de los medios de comunicación en ese ámbito,la tecnología digital, las transformaciones tecnológicas y los efectos de la hiperconexión, la alfabetización mediática, movimientos sociales, campañas y elecciones o ciberdemocracia.
Entre sus primeras publicaciones está en 1997 Movimientos sociales, debates sin mordaza. Desobediencia civil y servicio militar (1970-1996)en la Colección Estudios Políticos por el Centro de Estudios Políticos Constitucionales. En el año 2000 presentó Opinión pública y democracia deliberativa. Medios, sondeos y urnas (Madrid, Istmo) con marco teórico y casos prácticos desde las movilizaciones por Miguel Ángel Blanco hasta la carrera pública de Mario Conde planteando el papel de la opinión pública, la intervención ciudadana y la influencia en las decisiones del gobierno. El análisis y de la evolución de productos televisivos como Gran Hermano y Operación Triunfo y sus implicaciones en el tipo de consumo de formatos que el sociólogo George Ritzer denomina macdonalización entre otros elementos, le llevaron a analizar los fenómenos de lo que se ha denominado la·"televisión popular" que funciona al "dictado del mando a distancia", generando un modelo de negocio que marca también la industria digital y que determina la evolución de las llamadas "redes sociales". En este sentido, señala Sampedro:

Igual que McDonalds hace con la comida rápida, nosotros estamos haciendo generaciones de adolescentes adictos a las hormonas del placer, a la dopamina que genera cada click de igual manera que nos hacíamos adictos a la sal, al azúcar y a la grasa: nunca es suficiente y todos vamos muy puestos y muy pasados.

### El 11M  en el foco de análisis
En 2005 Sampedro publicó 13-M Multitudes on line (Catarata), donde recogió la voz del tejido social convocante de las manifestaciones durante la jornada de reflexión electoral del 13 de marzo. Asimismo, criticó el "sistema político-informativo" en torno a los atentados yihadistas del 11 de marzo de 2004, analizando "el auge de una nueva esfera pública" basada en el uso de las nuevas tecnologías y lo que mostraron los medios de comunicación. En 2024 retomó el tema en el libro Voces del 11-M. Víctimas de la Mentira (Planeta), cuya publicación coincidió con el 20 aniversario de los atentados en los que murieron192 personas. Dicha obra recoge las voces de tres víctimas (Pilar Manjón, Eulogio Paz y Aitziber Berrueta), tres periodistas que vivieron los atentados en su correspondientes las redacciones (José Antonio Zarzalejos, Gumersindo Lafuente y José Antonio Martínez Soler) y dos policías (Juan Jesús Sánchez Manzano y Rodolfo Ruiz) que, según se señala en la presentación del libro "mantuvieron la misma versión de los atentados del 11-M  desde el primer momento".

### Dietética digital
Sampedro lideró un proyecto de alfabetización mediática y digital bajo la denominación de "Dietética Digital", cuyos trabajos y análisis han quedado publicados en diversos formatos abiertos y en un libro con dicho nombre (Icaria, 2018). Bajo este concepto, Sampedro lamentaba la pérdida de autonomía y soberanía tecnológica de la ciudadanía, denunciaba que el ecosistema digital actual acelera los ritmos y fragmenta y polariza el espacio público. Hablaba, así mismo, de "algoritmos basura que explotan con eficacia los sesgos cognitivos para maximinar el minado de datos". También analizaba el ecosistema híbrido entre los medios digitales y los tradicionales y proponía a la ciudadanía ante la saturación y la hiperconexión "una aproximación dietética: desconectarnos, reprogramarnos y resetearnos". 

## Publicaciones

### Libros
- Movimientos sociales: debates sin mordaza. Desobediencia civil y servicio militar (1997)  Sampedro Blanco, Víctor (1997). Movimientos sociales: debates sin mordaza;desobediencia civil y servicio militar : (1970-1996). Madrid: Centro de Estudios Constitucionales. p. 353.

- Sampedro Blanco, Víctor (2000). Opinión pública y democracia deliberativa;medios, sondeos y urnas. Tres Cantos (Madrid): Istmo. p. 215. ISBN 84-7090-382-9.
- Medios de comunicación, consumo informativo y actitudes políticas, (Centro de Investigaciones Sociológicas, (Madrid, CIS, 2000) con Ariel Jerez y Alejandro Baer
- Televisión y urnas: Políticos, periodistas y publicitarios, 2000, con Ariel Jerez e Fernando Tucho. ISBN 84-699-2599-7 (Vídeo, DVD y Manual Didáctico. Madrid UCM, 2000 y 2003),
- La pantalla de las identidades: Medios de comunicación, políticas y mercados de identidad. Víctor Sampedro coordinador. (Barcelona, Icaria, 2003).[16]
- Interculturalidad: Interpretar, gestionar y comunicar (2003) con María del Mar Llera, Barcelona, Edic. Bellaterra ISBN 978-84-7290-237-4 [17]
- 13-M, Multitudes online (2005) Madrid, Los Libros de la Catarata
- Del 0,7 a la desobediencia civil: política e información del movimiento y las ONG de desarrollo (1994-2000), con Ariel Jerez e José López Rey.
- Medios y elecciones 2004; Televisión y Urnas 2004: Campaña Electoral, 2008, dos volumes editados por V. Sampedro.
- Cibercampaña. Cauces y diques para la participación. Las elecciones generales de 2008 y su proyección tecnopolítica, 2011, como editor.
- Sampedro, Víctor (2014). El cuarto poder en red :;por un periodismo (de código) libre. Barcelona: Icaria. p. 279. ISBN 978-84-9888-590-3.
- El cuarto poder en red. Por un periodismo (de código libre). (2014) Editorial Icaria. ISBN 978-84-9888-590-3
- Dietética digital. Para adelgazar al gran hermano. (2018) Editorial Icaria. Colección Más Madera. ISBN: 978-84-9888-812-6
- Teorías de la comunicación y el poder. Opinión pública y pseudocracia (2023) Editorial Akal ISBN: 978-84-460-5297-5
- Voces del 11-M. Víctimas de la mentira. (2024) Editorial Planeta ISBN 9788408283492

### Artículos
- Opinión pública y democracia deliberativa en la Sociedad Red (2020) Sampedro Blanco, V., & Resina de la Fuente, J. (2010). Ayer. Revista De Historia Contemporánea, 80(4), 139–162.
- Hartazgo y dietas digitales. Desconectar para resetearnos. Es necesaria una dietética digital: una desconexión para reprogramarnos y alejarnos del ruido y la infoxicación. Revista Telos 111. Julio de 2019.